# Liste des films avec les Looney Tunes
 (mai 2023).
Si vous disposez d'ouvrages ou d'articles de référence ou si vous connaissez des sites web de qualité traitant du thème abordé ici, merci de compléter l'article en donnant les références utiles à sa vérifiabilité et en les liant à la section « Notes et références ».
Cet article liste les films où apparaissent les Looney Tunes.

## Caméos

### Années 1930
- Le Fantôme (1933)
- Alice au pays des merveilles (1933)
- The Big Broadcast of 1938 (1938)
- She Married a Cop (1939)

### Années 1940
- Un cœur pris au piège (1943)
- Hi Diddle Diddle (1943)
- Two Guys from Texas (1948)
- Il y a de l'amour dans l'air (1949)

### Années 1980 et plus tard
- Qui veut la peau de Roger Rabbit ? (1988)
- Gremlins 2 : La Nouvelle Génération (1994)
- Les Looney Tunes passent à l'action (2003)
- Scooby-Doo 2 : Les monstres se déchaînent (2004)

## Compilations
| Titre                                   | Titre original                            | Courts métrages inclus | Année | Notes |
| --------------------------------------- | ----------------------------------------- | --- | ----- | --- |
| Bugs Bunny: Superstar                   | Bugs Bunny: Superstar                     | - Bugs Bunny à Hollywood (1944) - Un chasseur sachant chasser (1940) - Les Rendez-vous des mélomanes (1943) - I Taw a Putty Tat (1948) - Rhapsodie à quatre mains (1946) - Un drôle de poulet (1946) - Dîner de monstres (1946) - Rattrapé par le passé (1944) | 1975  | Réalisée par Larry Jackson. Avec Looney Tunes Hall of Fame, seule compilation de courts métrages Looney Tunes et Merrie Melodies sans nouvelle animation ; les séquences après la fin de chaque court métrage des séquences live. |
| Bugs Bunny, Bip Bip : Le Film-poursuite | The Bugs Bunny/Road Runner Movie          | - La Guéguerre des étoiles (1958) - Duck Dodgers au XXIVe siècle et des poussières (1953) - Daffy des bois (1958) - Farce au canard (1953) - Bunny toréador (1953) - Ali Baba Bunny (1957) - Chassé-croisé (1951) - Relent d'amour (1949) - Bugs Bunny casse-noisettes (1949) - Quel opéra, docteur ? (1957) - Opération lapin (1952) Avec des extraits de : - Hip hip hip hourra ! (1958) - Mon royaume pour un Bip Bip (1963) - Prenez-en de la graine (1957) - Qui va à la chasse ? (1961) - Hopalong Causaulty (1960) - Hot-Rod and Reel! (1959) - Wild About Hurry (1959) - Et que ça saute ! (1958) - Les voilà repartis ! (1956) - Vrrrouum (1955) - Poursuite et fin (1952) - Coyote fend l'air (1953) - Omelette aux gnons (1956) - Fuselage de pierre (1955) - Abus dangereux (1954) - Vite fait, mal fait (1949) - Bip-Bip préparé (1961) | 1979  | Réalisée par Chuck Jones et Phil Monroe. |
| Le Monde fou, fou, fou de Bugs Bunny    | The Looney Looney Looney Bugs Bunny Movie | - Les Peureux Chevaliers de la Table ronde (1958) - La Guerre des galands (1953) - Que le diable m'emporte (1963) - Roman Legion-Hare (1955) - Bugs Bunny au Sahara (1955) - La Dure Loi de l'Ouest (1959) - Les Indescriptibles (1963) - Histoire d'œufs (1950) - Grosminet sauveteur (1953) - Les Trois Petits Bip-bops (1957) - Saute qui peut ! (1949) - Daffy Duck superstar (1957) Avec des extraits de : - Pizza Titi (1958) - La Petite Souricette rouge (1952) - Speedy Gonzales (1955) | 1981  | |
| Les 1001 contes de Bugs Bunny           | Bugs Bunny's 3rd Movie: 1000 Rabbit Tales | - Daffy change de peau (1952) - Le Singe d'une nuit d'été (1959) - Un esclave de choix (1949) - Ali Baba Bunny (1957) - Le Haricot magique (1957) - Bunny ensorcelé (1954) - Une souris sans gêne (1960) - Grand mère ne s'en laisse pas conter (1955) - Pas d'heure pour aller chasser (1962) - Le Joueur de flûte de Guadalupe (1958) - La Légende du ténor grenouille (1955) Avec des extraits de : - Nonchalanté contre-attaque (1962) - Le Canard, l'Or et le Rat (1963) | 1982  | |
| L'Île fantastique de Daffy Duck         | Daffy Duck's Fantastic Island             | - Le Feu aux poudres (1954) - Daffy super héros (1956) - Bobos les papattes (1958) - Le Rock du poulailler (1963) - Pépé au Louvre (1962) - Tree for Two (1953) - Curtain Razor (1949) - Souris à papa (1953) - Of Rice and Hen (1953) - La Chasse au mari (1951) - L'héritage pose un lapin (1960) | 1983  | |
| SOS Daffy Duck                          | Daffy Duck's Quackbusters                 | - La Nuit du canard vivant (1988) - Voir devise et mourir (1948) - Un canard envahissant (1951) - Le docteur abuse (1952) - Formule tragique (1960) - Bas les pattes ! (1954) - The Duxorcist (1987) - Un appel de Transylvanie (1963) - Un lapin pour le yéti (1961) - Punch Trunk (1953) - Kidnapping spatial (1955) | 1988  | La seule compilation non réalisée par un membre de la Termite Terrace. |
|                                         | The Looney Tunes Hall of Fame             | - Un chasseur sachant chasser (1940) - Titi la terreur (1944) - Poker d'as pour Bugs Bunny (1948) - Conflit de canard (1952) - Un gros dur au cœur tendre (1952) - La Légende du ténor grenouille (1955) - Farce au canard (1953) - L'Autre Légende du ténor grenouille (1995) - Vite fait, mal fait (1949) - Quel opéra, docteur ? (1957) - Ali Baba Bunny (1957) - Les Peureux Chevaliers de la Table ronde (1958) - Saute qui peut ! (1949) - Bunny toréador (1953) - Le Clapier de Séville (1950) | 1999  | Pas de nouvelle animation. |

## Films originaux

### Aucinéma
| Titre                                          | Titre original                                  | Année |
| ---------------------------------------------- | ----------------------------------------------- | ----- |
| Space Jam                                      | Space Jam                                       | 1996  |
| Les Looney Tunes passent à l'action            | Looney Tunes: Back in Action                    | 2003  |
| Space Jam : Nouvelle Ère                       | Space Jam: A New Legacy                         | 2021  |
| Looney Tunes : Daffy et Porky sauvent le monde | The Day the Earth Blew Up: A Looney Tunes Movie | 2025  |